# Fernand Voussure
Fernand Voussure, est un footballeur belge né le 24 juillet 1918 à Waterloo (Belgique) et décédé le 16 août 2003,.

## Biographie
Il a été avant-centre du Racing Club Bruxelles de 1942 à 1955. Il a également été capitaine de l'équipe bruxelloise.
Il a joué avec les Diables Rouges le 24 décembre 1944, le match joué après la Libération au Parc des Princes, France-Belgique (3-1).

## Palmarès
- International belge en 1944 (1 sélection)